# Borstel (Basse-Saxe)
Pour les articles homonymes, voir Borstel.
Borstel est une municipalité allemande du land de Basse-Saxe et l'arrondissement de Diepholz.